# Have a Nice Life
Have a Nice Life es una banda estadounidense de rock experimental fundada en Connecticut en el año 2000 por Dan Barrett y Tim Macuga. Son conocidos por su estilo único de post-punk, el cual incluye elementos del shoegazing, post rock, industrial, ambient y drone.

## Historia
Have a Nice Life se formó en el año 2000 por Dan Barrett y Tim Macuga de Connecticut.
Su álbum debut, "Deathconsciousness", ha sido aclamado por los críticos desde su lanzamiento en 2008. A pesar de que al principio no fue muy reconocido, se ha llegado a considerar como una obra maestra a través de discusiones en comunidades de Internet y por el boca a boca.
La banda continuó con su álbum de reproducción extendida Time of Land, lanzado como descarga gratuita en 2010.
El 27 de enero de 2014, Have a Nice Life lanzó su segundo álbum de estudio titulado The Unnatural World. Según Metacritic, el álbum ha recibido reseñas generalmente favorables.
El 8 de noviembre de 2019, la agrupación lanzó su tercer álbum de estudio Sea of Worry.

## Discografía

### Álbumes de estudio
- Deathconsciousness (2008)
- The Unnatural World (2014)
- Sea of Worry (2019)[8]

### Álbum recopilatorio
- Voids (2009)

### Álbum de reproducción extendida
- Time of Land (2010)

### Álbum en vivo
- Live at The Stone NYC (2010)